# Швейцарский сыр
Швейцарский сыр — сорт твёрдого сыра, относящийся к группе сычужных с высокой температурой второго нагревания. 
Является аналогом сыра Эмменталь. Название «швейцарский сыр» также используется по отношению ко всем сырам, имеющим сходный вид и вкус.

## Описание
Швейцарский сыр изготавливается в виде низкого цилиндра диаметром от 65 до 80 см и высотой от 12 до 18 см. Масса одного сыра составляет от 40 до 90 кг, иногда до 130. Имеет прочную ровную корку (плёнку), плотно прилегающую к поверхности со следами ткани, использовавшейся в процессе изготовления сыра. Возможно небольшое увлажнение поверхности. Консистенция пластичная и однородная по всей толще сыра; как правило, имеются крупные, до 4 см, круглые или  овальные полости (глазки), образованные в результате выделения бактериями углекислого газа. Глазки могут отсутствовать на отдельных участках сыра. Сыр имеет умеренно выраженный пряный сладковатый вкус и выраженный аромат. Цвет от белого до слабо-жёлтого.
Близкими к швейцарскому сыру по вкусу, составу и способу изготовления являются:
- Советский сыр
- Московский сыр
- Алтайский сыр
- Кубанский сыр

### Состав
Массовая доля жира в сухом веществе — не менее 50 %. Максимальное содержание влаги — 42 %, оптимальное после прессования — от 38 до 40 %. Поваренной соли — от 1,5 до 2,5 %.

## Изготовление
Швейцарский сыр изготавливается из сырого и пастеризованного молока. В нормализованную молочную смесь добавляются сычужный фермент, закваска из молочнокислой палочки и пропионовокислых бактерий и другие ингредиенты. Производится нагрев до 30–34 °C и свёртывание в течение 25–40 минут. После разрезки сгустка, постановки зерна и удаления избытка сыворотки производится добавление подсоленной воды  и второе нагревание до температуры 48–58 °C в течение 20–35 минут с нарастанием температуры 1 °C/мин. После вымешивания под слоем сыворотки производится формование при давлении от 1 до 2 кПа в течение 20–35 мин, а затем прессование при давлении от 9 до 150 кПа в течение 3–18 ч, количество перепрессовок — до восьми. После прессования сыр выдерживается в формах в течение 8–12 часов до достижения содержания воды не более 44 %. Затем сыр подвергается посолке раствором поваренной соли концентрацией 20–22% и температурой 20–22 °C в течение 3–8 суток. Созревание сыра идёт последовательно в холодной (температура от 10 до 14 °C, влажность от 80 до 92 %, время выдержки — от 10 до 30 суток), затем тёплой (температура от 15 до 25 °C, влажность от 88 до 95 %, время выдержки — от 15 до 40 суток) и снова холодной (температура от 6 до 12 °C, влажность от 85 до 92 %, время выдержки — от 25 до 140 суток) камерах.